# Communauté de communes du Pays de la Pacaudière
La communauté de communes du Pays de la Pacaudière est une ancienne communauté de communes française, située dans le département de la Loire en région Rhône-Alpes. C'était l'intercommunalité la moins dense et la moins peuplée du département de la Loire.

## Historique
Depuis le 1er janvier 2013, la communauté de communes s'est intégrée à la communauté d'agglomération Roannais Agglomération.

## Composition
Elle était composée des communes suivantes :
| Nom                      | Code Insee | Gentilé             | Superficie (km2) | Population (dernière pop. légale) | Densité (hab./km2) |
| ------------------------ | ---------- | ------------------- | ---------------- | --------------------------------- | ------------------ |
| Le Crozet (siège)        | 42078      | Crozetais           | 13,31            | 282 (2014)                        | 21                 |
| Changy                   | 42049      | Changynois          | 13,67            | 618 (2014)                        | 45                 |
| La Pacaudière            | 42163      | Pacaudois           | 20,61            | 1 051 (2014)                      | 51                 |
| Sail-les-Bains           | 42194      | Saillois            | 21,11            | 202 (2014)                        | 9,6                |
| Saint-Bonnet-des-Quarts  | 42203      | Saint-Bonnicardiens | 32,45            | 354 (2014)                        | 11                 |
| Saint-Forgeux-Lespinasse | 42220      | Férréolois          | 16,19            | 609 (2014)                        | 38                 |
| Saint-Martin-d'Estréaux  | 42257      | Saint-Martinois     | 29,60            | 868 (2014)                        | 29                 |
| Urbise                   | 42317      | Urbisois            | 15,50            | 133 (2014)                        | 8,6                |
| Vivans                   | 42337      | Vivanais            | 25,16            | 233 (2014)                        | 9,3                |

## Sources
- Le SPLAF (Site sur la Population et les Limites Administratives de la France)
- La base ASPIC